# ДЛП

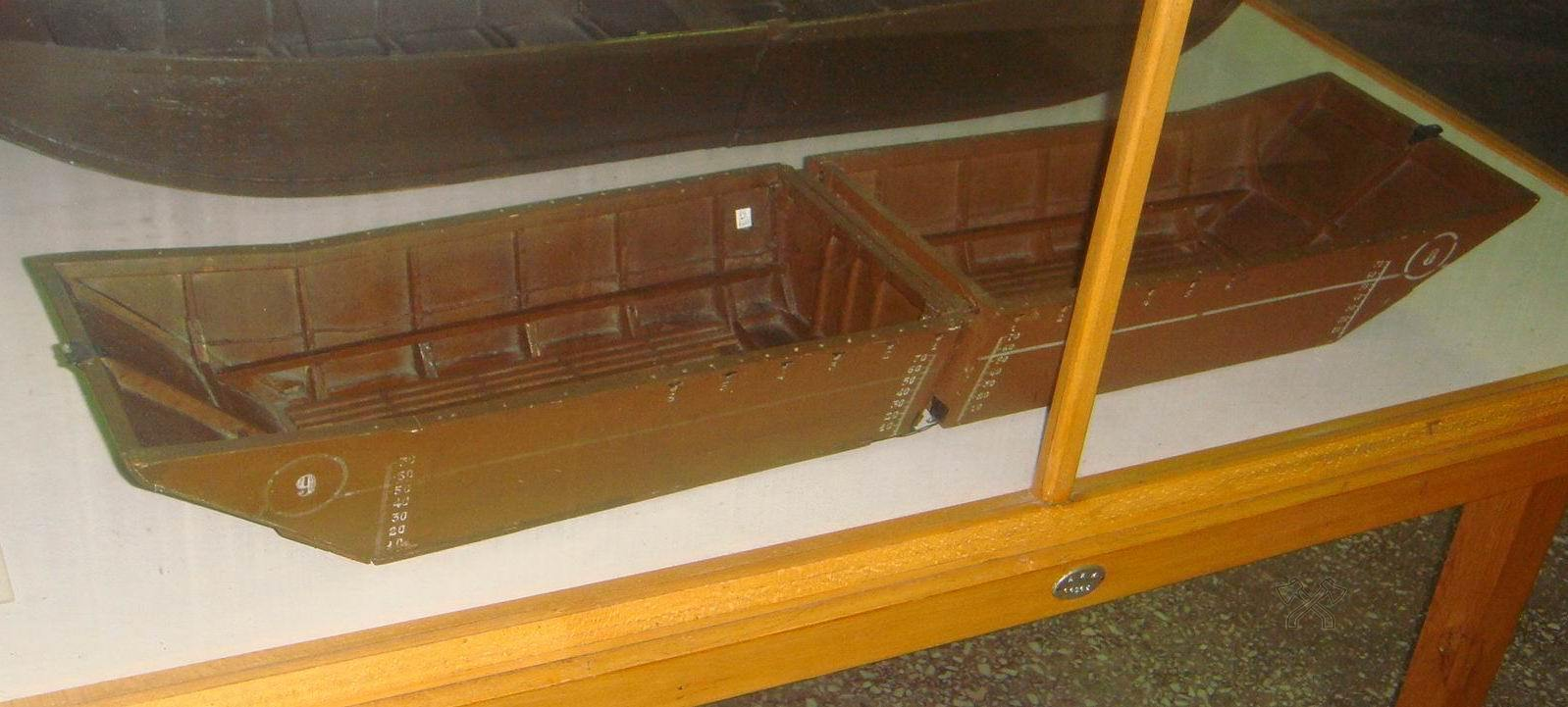
Понтон парка ДЛП

ДЛП — лёгкий понтонно-мостовой парк обр. 1943 г.
Понтонный парк ДЛП предназначен для оборудования десантных, паромных и мостовых переправ грузоподъёмностью 30 тонн.

Парк изготавливался силами войск.

После Великой Отечественной войны парк ДЛП был передан вооружённым силам ГДР, Польши и Китая.

## Техническое описание
Имущество парка представляло собой изготовленную в войсковых мастерских упрощенную копию парка НЛП.

### Перевозка парка
Полный комплект парка перевозился на 34 трёхтонных автомобилях (ЗИС-5).

### Характеристика моста
- длина 30 т моста — 58 м